# 普世教會協會
普世教会协会，又称世界基督教协会或世界基督教协进会（英語：World Council of Churches），簡稱普世教协，是一个创立于1948年的基督教跨教派合一运动组织。目前，其会员包括了基督教各种主流派系的教会，不过天主教会以观察员的形式参加会议。该组织的宗旨是促进普世教会合一运动，并以下列声明作为其基础：
|  | 普世教会协会是（所有）根据《圣经》承认主耶稣基督作为上帝和救主，并因此共同寻求对一位上帝，圣父、圣子、圣灵(聖神)之荣耀的教会团体。 |

普世教会协会将其自身描述为“一个具有348个全球性、地区、地区分支、民族性和地方性教会的团体，寻求统一、共同见证以及基督教服务”。该协会的总部位于瑞士日内瓦的普世教会合一运动中心（Ecumenical Centre）。作为普世教会协会成员的基督教派系总共拥有大约5亿9千万信徒，覆盖了大约150个国家。
普世教会协会强调，“凡认耶稣基督为上帝及救主”的教会都可加入成为会员，进一步促进教会不同派系之间的互相学习和合作。它大力宣传“普世教会合一运动”，宣称“教会是超越国家、民族和阶级的普世性实体”，号召新教、天主教会和东正教会终止历史上的对立，采取联合行动。普世教会是世界上第一个在冷战时期接受社会主义国家——包括苏联及其附庸国——加入为会员的教会，并接受他们的经费支持的基督教组织。普世教會協會亦在冷戰時期主張國際社會應承認中華人民共和國，並准許其加入聯合國。台灣基督長老教會於1951年-1970年及1980年至今為其會員。

## 历史
19世纪末、20世纪初，作为普世教会合一运动一系列初步成功的一部分，一些教会在爱丁堡举办了1910年世界宣教会议；此次会议的主席约翰·穆德就是后来普世教会协会的创办者，他在1946年被授予了诺贝尔和平奖。与会的教会领导者达成一致，在1937年创建普世教会协会，将信仰与教制运动、生活与行为运动两个组织进行合并。
普世教会协会的正式成立由于第二次世界大战的爆发而被迫推迟到1948年8月23日。当时，147个教会的与会代表前往荷兰阿姆斯特丹见证上述两组织合并成一个新的组织。这一成果后来在1950年于瑞典隆德举办的第二次会议中获得巩固，在这次会议中，英国循道宗的罗伯特·牛顿·弗鲁（Robert Newton Flew）起草了一项意义重大的文献《教会的本质》（The Nature of the Church）
普世教会协会的会员教会涵盖了東方正統教會、東方亞述教會及东正教会的绝大多数派系，许多新教派系，包括普世圣公宗、浸信会、信义宗、循道宗、摩拉維亞弟兄會、門諾會和长老会以及其他一些改革的教派，以及一些独立教会、五旬节运动教会和旧天主教会，而天主教會則以觀察員身份參與會議。
来自各个成员教会的代表每7年或8年举行一次会议，选举一个中央委员会，管理与会议相关的事务。除此之外，还有一些以中央委员会为中心的其他委员会。不同教会代表的会议自1948年以来已举办了多次。
剑桥大学的历史学家克里斯托夫·安德鲁（Christopher Andrew）认为，在冷战时期，来自东方正教会的一些重要代表暗中为KGB工作，他们对普世教会协会的政策施加影响。
在1961年的会议中，一位32岁的名叫阿列克谢·里迪格尔的东正教主教主教作为代表参加会议，随后他被选举成为中央委员会的成员。之后在1990年，他又被选举成为莫斯科大牧首，即阿列克谢二世。
會議於2006年2月在巴西的阿雷格里港举办，会议主题是“上帝，在你的恩典中，改变这世界（God, in your grace, transform the world）”，2013年在韩国举办，2022年在德國舉辦。

## 活动和主席

### 会议
- 荷蘭阿姆斯特丹，1948年8月22日－9月4日
- 美国埃文斯顿1954年8月15－31日
- 印度新德里，1961年11月19日－12月5日
- 瑞典乌普萨拉，1968年7月4日－20日
- 內羅比，1975年11月23日－12月10日
- 加拿大温哥华，1983年7月24日－8月10日
- 堪培拉，1991年2月7日－21日
- 辛巴威哈拉雷，1998年12月3日－14日
- 巴西阿雷格里港，2006年2月14日－23日
- 釜山，2013年10月30－11月8日
- 德国卡尔斯鲁厄，2022年8月31－9月8日 [12][13]

### 主席团
普世教会协会的现任主席团成员包括：
- 阿尔巴尼亚独立正教会的阿纳斯塔西奥斯（Anastasios）大主教
- 法屬玻里尼西亞Maohi新教会的约翰·塔罗尼·杜姆（John Taroanui Doom）
- 贝宁循道宗的西蒙·多苏（Simon Dossou）牧师
- 印度尼西亚Batak新教会的索里图阿·纳巴班（Soritua Nababan）牧师
- 古巴长老会的欧菲利亚·奥特加（Ofelia Ortega）牧师
- 美国联合基督教会的波尼斯·鲍威尔·杰克逊（Bernice Powell Jackson）牧师
- 英国国教会的玛丽·坦纳（ Mary Tanner）女士

### 秘书长
| 年份      | 姓名                                         | 所属机构                         | 国籍   |
| --------- | -------------------------------------------- | -------------------------------- | ------ |
| 1948–1966 | 威勒姆·威璱·胡夫特（Willem Visser 't Hooft） | 荷兰改革教会、瑞士抗议宗教会联会 | 荷蘭   |
| 1966–1972 | 尤因·卡森·布莱克（Eugene Carson Blake）      | 美国长老会                       | 美国   |
| 1972–1984 | 菲利普·A·波特（Philip A. Potter）            | 循道宗                           |        |
| 1985–1992 | 埃米利奥·卡斯特罗（Emilio Castro）           | 乌拉圭福音派循道宗教会           | 乌拉圭 |
| 1993–2003 | 康拉德·雷瑟（Konrad Raiser）                 | 德国福音派教会                   | 德国   |
| 2004–2009 | 萨缪·科比亚（Samuel Kobia）                  | 肯尼亚循道宗教会                 |        |
| 2010–目前 | 欧拉夫·费克斯·特威特（Olav Fykse Tveit）     | 挪威教会                         | 挪威   |

## 分工
为了推广普世教会合一运动，普世教会协会采取了两种相互补充的途径：对话和行动。“信仰与教制运动”和“生活与工作运动”代表了这两种途径。这些途径在普世教会协会的不同分工中得到了体现：
- 青年委员会（针对18岁至30岁的人群）
- 服务与发展委员会
- 教育和联合委员会
- 教会国际事务委员会
- 公正、和平、创造委员会
- 世界布道、传福音委员会
- 信仰与教制全体委员会及其常务委员会
- 五旬节运动联合顾问组
- 天主教会联合工作组
- 暴力制止顾问组
- 跨宗教关系顾问组
- 正教会与会特别委员会

## 外部連結
- 普世教會協會官方網頁 （页面存档备份，存于）（英文）（法文）（西班牙文）（德文）
- World Council of Churches的Facebook專頁
- WCC的X（前Twitter）
- YouTube上的World Council of Churches頻道